# Joe Butler (cầu thủ bóng đá, sinh năm 1879)
Joseph Henry Butler (1879 – tháng 8 năm 1941) là một thủ môn bóng đá người Anh có 457 lần ra sân ở Football League cho Stockport County, Clapton Orient, Glossop, Sunderland và Lincoln City. Cùng với Sunderland, ông vô địch First Division 1912-13 và thất bại tại Chung kết Cúp FA 1913.

## Danh hiệu
Sunderland
- Football League First Division (1): 1912–13[5]
- Newcastle & Sunderland Hospitals Cup (2): 1912–13, 1913–14[5][6]

## Sự nghiệp thi đấu
| Câu lạc bộ          | Mùa giải              | Giải vô địch                          | Giải vô địch | Giải vô địch | Cúp FA | Cúp FA | Khác | Khác | Tổng | Tổng |
| Câu lạc bộ          | Mùa giải              | Hạng đấu                              | Trận         | Bàn          | Trận   | Bàn    | Trận | Bàn  | Trận | Bàn  |
| ------------------- | --------------------- | ------------------------------------- | ------------ | ------------ | ------ | ------ | ---- | ---- | ---- | ---- |
| Stockport County    | 1900–01               | Second Division                       | 6            | 0            | 1      | 0      | 0    | 0    | 7    | 0    |
| Stockport County    | 1901–02               | Second Division                       | 28           | 0            | 3      | 0      | 0    | 0    | 31   | 0    |
| Stockport County    | 1902–03               | Second Division                       | 32           | 0            | 1      | 0      | 0    | 0    | 33   | 0    |
| Stockport County    | 1903–04               | Second Division                       | 34           | 0            | 3      | 0      | 0    | 0    | 37   | 0    |
| Stockport County    | 1904–05               | Lancashire Combination First Division | 33           | 1            | 5      | 0      | 0    | 0    | 38   | 1    |
| Stockport County    | Tổng                  | Tổng                                  | 133          | 1            | 13     | 0      | 0    | 0    | 146  | 1    |
| Clapton Orient      | 1905–06               | Second Division                       | 20           | 0            | 0      | 0      | —    | —    | 20   | 0    |
| Stockport County    | 1905–06               | Second Division                       | 14           | 0            | 0      | 0      | 0    | 0    | 14   | 0    |
| Stockport County    | 1906–07               | Second Division                       | 37           | 0            | 2      | 0      | 0    | 0    | 39   | 0    |
| Stockport County    | 1907–08               | Second Division                       | 23           | 0            | 1      | 0      | 0    | 0    | 24   | 0    |
| Stockport County    | Tổng Stockport County | Tổng Stockport County                 | 207          | 1            | 16     | 0      | 0    | 0    | 223  | 1    |
| Sunderland          | 1912–13               | First Division                        | 32           | 0            | 9      | 0      | 1    | 0    | 42   | 0    |
| Sunderland          | 1913–14               | First Division                        | 33           | 0            | 5      | 0      | 1    | 0    | 39   | 0    |
| Sunderland          | Tổng                  | Tổng                                  | 65           | 0            | 14     | 0      | 2    | 0    | 81   | 0    |
| Lincoln City        | 1914–15               | Second Division                       | 37           | 0            | 2      | 0      | —    | —    | 39   | 0    |
| Macclesfield        | 1919–20               | Cheshire County League                | 23           | 0            | 0      | 0      | 3    | 0    | 26   | 0    |
| Tổng cộng sự nghiệp | Tổng cộng sự nghiệp   | Tổng cộng sự nghiệp                   | 352          | 1            | 32     | 0      | 5    | 0    | 389  | 1    |

1. 1 2  Appearance in Newcastle & Sunderland Hospitals Cup.
2. ↑  2 appearances in Altrincham Cup, 1 appearance ở Cheshire Senior Cup.